# Zahari Stoianovo, Dobrici
Zahari Stoianovo (în bulgară Захари Стояново, în română Brazda) este un sat în partea de nord-est a Bulgariei. Aparține de Obștina Șabla, Regiunea Dobrici, Dobrogea de Sud.
Între anii 1913-1940 a făcut parte din plasa Mangalia a județului Constanța, România. 

## Demografie
Componența etnică a satului Zahari Stoianovo
     Bulgari (97,89%)
     Nicio identificare (2,1%)
     Altele (0%)
La recensământul din 2011, populația satului Zahari Stoianovo era de 95 locuitori. Din punct de vedere etnic, majoritatea locuitorilor (97,89%) erau bulgari. Pentru 2,1% din locuitori nu este cunoscută apartenența etnică.